# Gran Premio di Gran Bretagna 1962
Il Gran Premio di Gran Bretagna 1962 si è svolto domenica 21 luglio 1962 sul circuito di Aintree. La gara è stata vinta da Jim Clark su Lotus, seguito da John Surtees su Lola e da Bruce McLaren su Cooper.

## Qualifiche
| Pos | N. | Pilota                  | Auto            | Squadra                     | Tempo  | Distacco |
| --- | -- | ----------------------- | --------------- | --------------------------- | ------ | -------- |
| 1   | 20 | Jim Clark               | Lotus-Climax    | Team Lotus                  | 1:53.6 | -        |
| 2   | 24 | John Surtees            | Lola-Climax     | Yeoman Credit Racing Team   | 1:54.2 | +0.6     |
| 3   | 32 | Innes Ireland           | Lotus-Climax    | UDT Laystall Racing Team    | 1:54.4 | +0.8     |
| 4   | 16 | Bruce McLaren           | Cooper-Climax   | Cooper Car Company          | 1:54.6 | +1.0     |
| 5   | 12 | Graham Hill             | BRM             | Owen Racing Organisation    | 1:54.6 | +1.0     |
| 6   | 8  | Dan Gurney              | Porsche         | Porsche System Organisation | 1:54.8 | +1.2     |
| 7   | 10 | Jo Bonnier              | Porsche         | Porsche System Organisation | 1:55.2 | +1.6     |
| 8   | 14 | Richie Ginther          | BRM             | Owen Racing Organisation    | 1:55.2 | +1.6     |
| 9   | 30 | Jack Brabham            | Lotus-Climax    | Brabham Racing Organisation | 1:55.4 | +1.8     |
| 10  | 22 | Trevor Taylor           | Lotus-Climax    | Team Lotus                  | 1:56.0 | +2.4     |
| 11  | 26 | Roy Salvadori           | Lola-Climax     | Yeoman Credit Racing Team   | 1:56.2 | +2.6     |
| 12  | 2  | Phil Hill               | Ferrari         | Scuderia Ferrari SpA SEFAC  | 1:56.2 | +2.6     |
| 13  | 18 | Tony Maggs              | Cooper-Climax   | Cooper Car Company          | 1:57.0 | +3.4     |
| 14  | 34 | Masten Gregory          | Lotus-Climax    | UDT Laystall Racing Team    | 1:57.2 | +3.6     |
| 15  | 42 | Jackie Lewis            | Cooper-Climax   | Ecurie Galloise             | 1:59.4 | +5.8     |
| 16  | 36 | Ian Burgess             | Cooper-Climax   | Anglo-American Equipe       | 2:00.6 | +7.0     |
| 17  | 54 | Carel Godin de Beaufort | Porsche         | Ecurie Maarsbergen          | 2:01.4 | +7.8     |
| 18  | 48 | Tony Shelly             | Lotus-Climax    | John Dalton                 | 2:02.4 | +8.8     |
| 19  | 40 | Tony Settember          | Emeryson-Climax | Emeryson Cars               | 2:02.4 | +8.8     |
| 20  | 46 | Jay Chamberlain         | Lotus-Climax    | Ecurie Excelsior            | 2:03.4 | +9.8     |
| 21  | 44 | Wolfgang Seidel         | Lotus-BRM       | Autosport Team W Seidel     | 2:11.6 | +18.0    |
| WD  | 28 | Maurice Trintignant     | Lotus-Climax    | Rob Walker Racing Team      |        |          |
| WD  | 38 | John Campbell-Jones     | Emeryson-Climax | Emeryson Cars               |        |          |
| WD  | 50 | Keith Greene            | Gilby-BRM       | Gilby Engineering           |        |          |
| WD  | 52 | Jo Siffert              | Lotus-BRM       | Ecurie Filipinetti          |        |          |

## Gara
| Pos | N. | Pilota                  | Costruttore/Motore | Giri | Tempo/Ritiro  | Griglia | Punti |
| --- | -- | ----------------------- | ------------------ | ---- | ------------- | ------- | ----- |
| 1   | 20 | Jim Clark               | Lotus-Climax       | 75   | 2:26:20.8     | 1       | 9     |
| 2   | 24 | John Surtees            | Lola-Climax        | 75   | + 49.2        | 2       | 6     |
| 3   | 16 | Bruce McLaren           | Cooper-Climax      | 75   | + 1:44.8      | 4       | 4     |
| 4   | 12 | Graham Hill             | BRM                | 75   | + 1:56.8      | 5       | 3     |
| 5   | 30 | Jack Brabham            | Lotus-Climax       | 74   | + 1 giro      | 9       | 2     |
| 6   | 18 | Tony Maggs              | Cooper-Climax      | 74   | + 1 giro      | 13      | 1     |
| 7   | 34 | Masten Gregory          | Lotus-Climax       | 74   | + 1 giro      | 14      |       |
| 8   | 22 | Trevor Taylor           | Lotus-Climax       | 74   | + 1 giro      | 10      |       |
| 9   | 8  | Dan Gurney              | Porsche            | 73   | + 2 giri      | 6       |       |
| 10  | 42 | Jackie Lewis            | Cooper-Climax      | 72   | + 3 giri      | 15      |       |
| 11  | 40 | Tony Settember          | Emeryson-Climax    | 71   | + 4 giri      | 19      |       |
| 12  | 36 | Ian Burgess             | Cooper-Climax      | 71   | + 4 giri      | 16      |       |
| 13  | 14 | Richie Ginther          | BRM                | 70   | + 5 giri      | 8       |       |
| 14  | 54 | Carel Godin de Beaufort | Porsche            | 69   | + 6 giri      | 17      |       |
| 15  | 46 | Jay Chamberlain         | Lotus-Climax       | 64   | + 11 giri     | 20      |       |
| 16  | 32 | Innes Ireland           | Lotus-Climax       | 61   | + 14 giri     | 3       |       |
| Rit | 2  | Phil Hill               | Ferrari            | 47   | Motore        | 12      |       |
| Rit | 26 | Roy Salvadori           | Lola-Climax        | 35   | Batteria      | 11      |       |
| Rit | 10 | Jo Bonnier              | Porsche            | 27   | Differenziale | 7       |       |
| Rit | 44 | Wolfgang Seidel         | Lotus-BRM          | 11   | Freni         | 21      |       |
| Rit | 48 | Tony Shelly             | Lotus-Climax       | 6    | Motore        | 18      |       |

## Statistiche

### Piloti
- 2ª vittoria per Jim Clark
- 1º Gran Premio per Jay Chamberlain, Tony Shelly e Tony Settember

### Costruttori
- 7° vittoria per la Lotus
- 1° podio per la Lola

### Motori
- 21ª vittoria per il motore Climax

### Giri al comando
- Jim Clark (1-75)

## Classifiche Mondiali

### Piloti
| Pos | Pilota                  | Punti |
| --- | ----------------------- | ----- |
| 1   | Graham Hill             | 19    |
| 2   | Jim Clark               | 18    |
| 3   | Bruce McLaren           | 16    |
| 4   | Phil Hill               | 14    |
| 5   | John Surtees            | 13    |
| 6   | Dan Gurney              | 9     |
|     | Tony Maggs              | 9     |
| 8   | Trevor Taylor           | 6     |
| 9   | Lorenzo Bandini         | 4     |
|     | Richie Ginther          | 4     |
| 11  | Giancarlo Baghetti      | 3     |
|     | Ricardo Rodriguez       | 3     |
|     | Jack Brabham            | 3     |
| 14  | Jo Bonnier              | 2     |
|     | Carel Godin de Beaufort | 2     |

### Costruttori
| Pos | Team          | Punti |
| --- | ------------- | ----- |
| 1   | Lotus-Climax  | 24    |
| 2   | BRM           | 23    |
| 3   | Cooper-Climax | 21    |
| 4   | Ferrari       | 14    |
| 5   | Lola-Climax   | 13    |
| 6   | Porsche       | 12    |